# Apnée en immersion libre

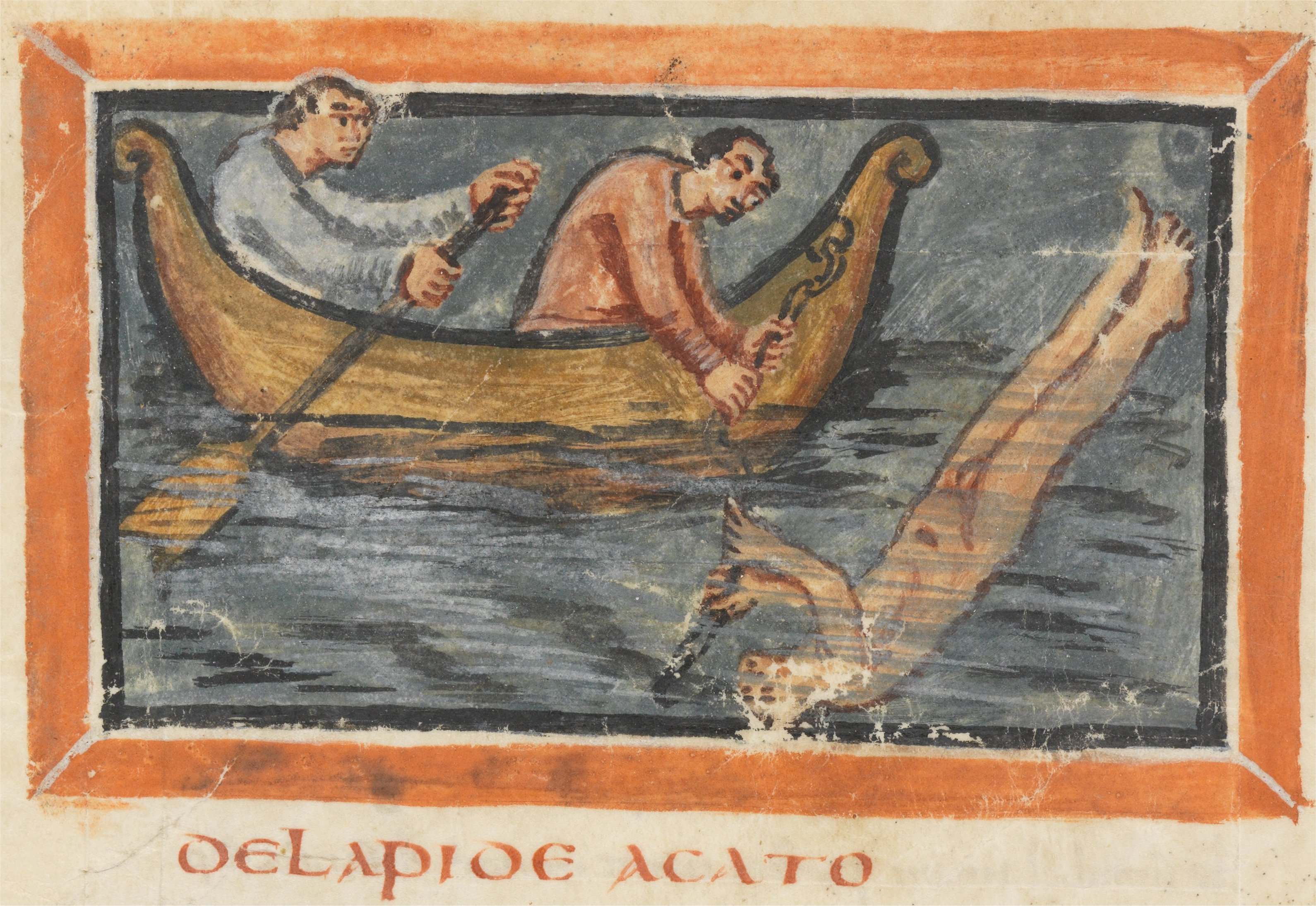
Illustration du IXe siècle montrant un plongeur en apnée descendre en immersion libre le long d'une ligne de mouillage.

Pour les articles homonymes, voir FIM.
L'apnée en immersion libre (FIM – Free immersion apnea) est une des disciplines de l'apnée en poids constant. En compétition ou en loisir, elle consiste à plonger en apnée sans palmes et sans lest largable, en se tractant à un filin guide avec les bras à la descente comme à la remontée. Elle est héritière de la pratique qui consistait à plonger en apnée en se tractant le long des chaînes et lignes de mouillage afin de libérer les ancres bloquées des bateaux. En comparaison des autres disciplines de l'apnée en poids constant, la dépense énergétique est moindre car l'apnéiste se tracte uniquement à l'aide de ses bras, les jambes ne sont pas employées. 